# Everywhere with Helicopter
Everywhere with Helicopter è un brano musicale dei Guided by Voices pubblicato nel 2002 negli Stati Uniti d'America dalla Fading Captain Series come singolo a 45 giri e nel Regno Unito dalla Matador Records come singolo in CD; venne poi pubblicato all'interno dell'album Universal Truths and Cycles.

## Tracce singolo
Vinile 7"
Lato A
1. Everywhere with Helicopters – 2:36 (Robert Pollard)

Lato B
1. Action Speaks Volumes – 3:17 (Robert Pollard)

CD
1. Everywhere with Helicopters – 2:36 (Robert Pollard)
2. The Pipe Dreams of Instant Prince Whippit – 1:33 (Robert Pollard)
3. Keep It Coming – 2:41 (Robert Pollard)